# Route nationale 132
Die Route nationale 132, kurz N 132 oder RN 132, war eine französische Nationalstraße.

## Geschichte
Die Straße wurde 1824 zwischen Bordeaux und Saint-Geours-de-Maremne festgelegt und geht auf die Route impériale 152 zurück. Ihre Länge betrug 132 Kilometer. 1832 wurde sie um den Abschnitt zwischen Bayonne und Saint-Jean-Pied-de-Port über die heutige Départementsstraße 22 erweitert über die Route impériale des Cimes verlaufend.
1849 erfolgte die erste Trassenänderung zwischen Bayonne und Hasparren auf die heutige Départementsstraße 936 und Départementsstraße 21. 1881 wurde dann die Nationalstraße zwischen Bayonne und Saint-Jean-Pied-de-Port ins Tal der Nive verlegt.
Durch die Reform 1949 erfolgte die nächste Änderung: Die Nationalstraße 10 übernahm den Nordabschnitt zwischen Bordeaux und Saint-Geours-de-Maremne. Zusätzlich wurde der Abschnitt zwischen Cambo-les-Bains und Saint-Jean-Pied-de-Port von der Nationalstraße 618 übernommen. Dafür wurde der zwischen Langon und Tartas freigewordenene Abschnitt der Nationalstraße 10 in die N 132 umgewidmet.
1973 erfolgte die Abstufung dieser Nationalstraße. 2004 wurde der ehemalige Abschnitt der N 132 zwischen Langon und Captieux als Teil des Itinéraire à Grand Gabarit mit der Nummer N 524 versehen. 2001 wurde die Nummer N 132 für einen Teil der Umgehungsstraße von Cherbourg verwendet. 2006 wurde der westliche Teil abgestuft und 2009 der östliche Rest in die Nationalstraße 13 umgewidmet.